# Alice Bommer
Alice Bommer et une reporter-photographe, photographe publicitaire et industrielle française née le 7 janvier 1923 à Strasbourg et morte le 10 septembre 2004 à Rosenwiller.

## Biographie
Fille de Paul Bommer, commerçant à Metz et d’Anna Angélique Held, Alice Bommer naît le 7 janvier 1923 à Strasbourg.
À 18 ans, en 1941, elle décide de devenir photographe et effectue un apprentissage pendant sept mois chez Photo Haus Emil Bruckert, à Heidelberg, où elle effectue surtout des travaux de laboratoire.
À la fin de l’été 1941, Alice entre à la Bayerische Staatslehranstalt für Lichtbildwesen, l’école supérieure de photographie de Munich. Elle se forme pendant deux ans à la technique de la photo de portrait, d’architecture, de publicité et de reportage, influencée par le courant de la « Nouvelle Vision » (Neue Sicht) ou Nouvelle Objectivité (Neue Sachlichkeit), qui est le courant artistique prédominant des années 1920 et 30 en Allemagne. 
En juillet 1943, elle sort major de sa promotion et reçoit une proposition d’emploi de la Bavaria Film qu’elle décline pour s’installer à Strasbourg, ville alors annexée par les nazis.
En novembre 1943, la direction des musées de la ville de Strasbourg l’embauche comme photographe. Le bombardement américain du 11 août 1944 sur la ville détruit son atelier dans les locaux de la fondation de l'Œuvre Notre-Dame,.
Alice Bommer, qui a perdu son travail, se lance dans une série de reportages sur les quartiers ruinés aux abords de la cathédrale Notre-Dame et sur les dégâts que celle-ci a subi, et couvre l’arrivée de la 2e division blindée et des alliés à Strasbourg le 23 novembre 1944. Elle obtint une carte de presse par la revue Jeune Alsace, et suit les troupes françaises et alliées dans l’Allemagne du Sud qu’elle connaît bien. 
De retour à Strasbourg en 1945, elle devient photographe indépendante et assiste aux célébrations de la Libération, aux premières revues, aux visites d’hommes politiques et de généraux (de Lattre, Leclerc, De Gaulle, Churchill). 
Elle est invitée par la Société française de photographie où elle expose en 1947, en compagnie de Laure Albin-Guillot, Edouard Boubat, Marcel Bovis, Brassaï, Robert Doisneau, etc.  
En juin-juillet 1948, elle présente à la Maison d’art alsacienne de Strasbourg, une importante série de portraits d’artistes en même temps qu’une partie de ses travaux plus anciens. 
Elle est sollicitée pour des missions d’inventaires par le service photographique des monuments historiques en Alsace (1946-1948), en Champagne-Ardennes et à Paris (1948-1949). Grâce à ses qualités de photographe d’architecture, elle travaille pour des architectes dont Charles-Gustave Stoskopf.  
Dès 1947, Alice Bommer obtient de premiers contrats de la part de la maison d’édition Istra pour une collaboration de longue durée et qui aboutit à l’illustration de dizaines d’ouvrages sur le tourisme, la gastronomie, l’art du meuble, les arts et traditions populaires, etc.  
Elle devient la photographe attitrée de nombreuses institutions en Alsace, comme les musées de la ville de Strasbourg, le musée d’Unterlinden à Colmar, les services du tourisme de la préfecture. Elle est reconnue comme la photographe du monde rural, de l’artisanat, des activités industrielles et commerciales en Alsace. À partir de 1956, elle entame une collaboration régulière, « extrêmement fructueuse et importante du point documentaire », avec le Port autonome de Strasbourg et avec les Voies Navigables de France pour le Rhin et les canaux. 
Alice Bommer crée en 1957 un atelier photo au sein de l’École des Arts décoratifs de Strasbourg qu’elle animera jusqu’en 1988 avec une courte interruption. Elle enseigne aussi la photo à l’École de journalisme de Strasbourg de 1962 à 1983. 
En 1966, elle est choisie par La Documentation française pour illustrer le chapitre « Strasbourg, ville universitaire » dans l’ouvrage 15 jours en France, aux côtés des photographes Jean Sucquet, Michel Serrailler, Janine Niepce, Jacques Widenberger, Marc Riboud, Robert Doisneau, Paul Almassy, Pierre Dahan, Pierre Allard, Yan Dieuzaide, Roger Pic et Jean-Philippe Charbonnier. 
De nombreuses entreprises locales font appel à ses compétences comme la société De Dietrich. Elle dispose d’une grande liberté dans ses photographies d’installations industrielles, d’outils de production ou de produits, pour lesquelles elle a eu le souci d’intégrer l’humain.
Alice Bommert meurt le 10 septembre 2004 à Rosenwiller à l’âge de 81 ans.

## Postérité

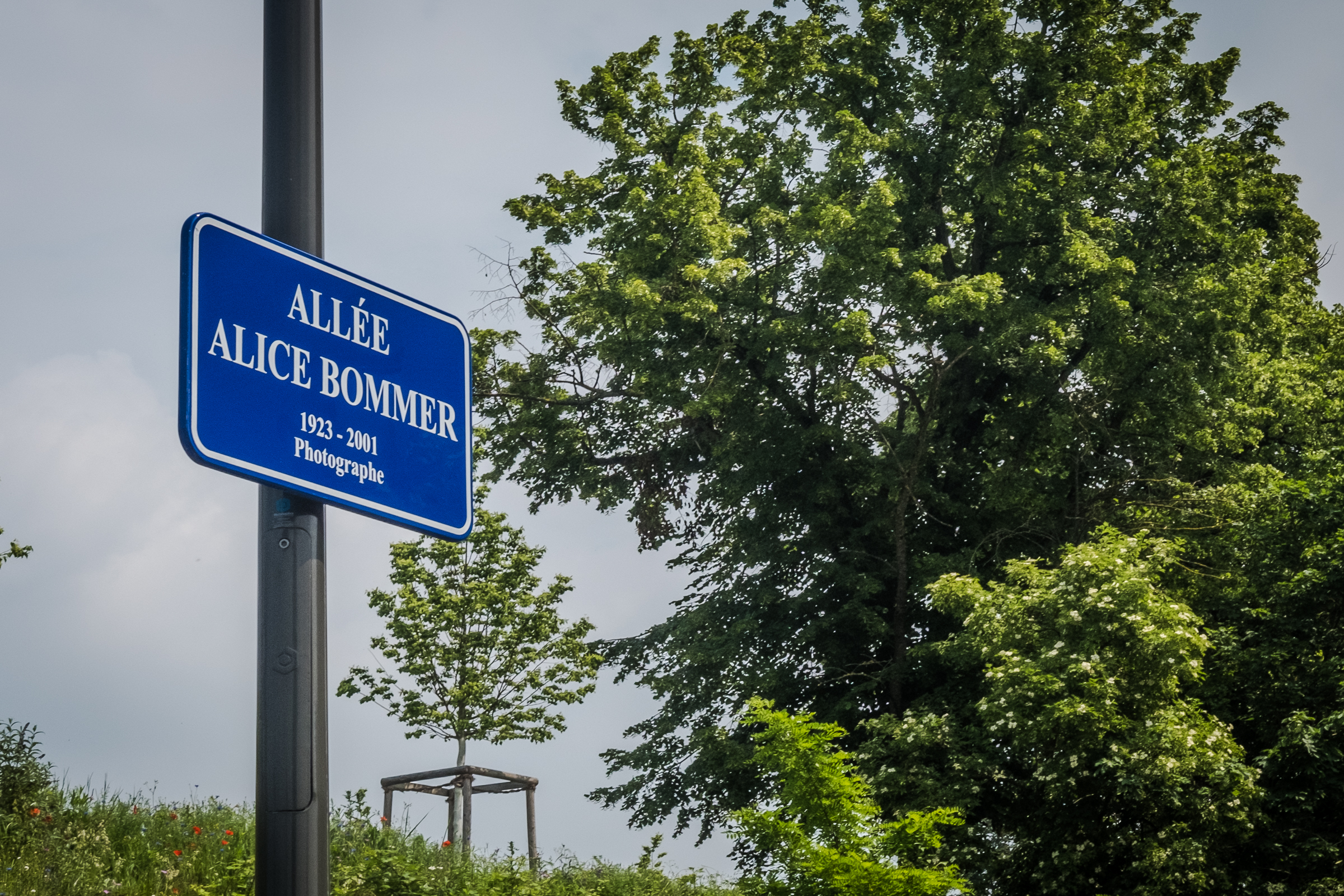
Allée Alice Bommer, quartier de la Citadelle à Strasbourg.

Alice Bommer a légué sa propriété de Rosenwiller près de Rosheim à la Ligue pour la protection des oiseaux (LPO) qui en a fait un centre de soins et de sauvegarde. Une allée porte son nom dans le nouveau quartier de la Citadelle à Strasbourg.

## Publications
- Alice Bommer, Port autonome de Strasbourg, Éditions Jean-Michel Place, 2009, 62 p. (ISBN 978-2-85893-940-4).

## Publications en co-auteurs
Liste non exhaustive
- Alice Bommer, Robert Heitz, Strasbourg, Paris, Hachette, coll. « Villes de France », 1961, 109 p.
- Jean Sucquet, Michel Serrailler (Rapho), Janine Niepce, Alice Bommer Jacques Widenberger, Marc Riboud (Magnum), Robert Doisneau (Rapho), Paul Almassy, Pierre Dahan, Pierre Allard, Yan Dieuzaide, Roger Pic, Jean-Philippe Charbonnier…, Quinze jours en France, Paris, La Documentation française, janvier 1965, 256 p..
- Alice Bommer, Henry Riegert, Où mûrit le Vin d'Alsace, Strasbourg, Coprur, 1969, 160 p.
- Alice Bommer, Raymond Armisen, André Martin, Les recettes de la table niçoise, Strasbourg, Société Alsacienne d'Edition et de Diffusion, 1972, 130 p.
- Alice Bommer, Ginette Hell-Girod, André Jeunet, Les recettes de la table franc-comtoise, Cêtre éditions, 1974, 127 p. (ISBN 978-2878232677)
- Alice Bommer, Robert Heitz, La peinture en Alsace, 1050-1950, Strasbourg, Istra, 1975, 302 p. (ISBN 9791037609175)
- Alice Bommer, François Lotz, Les souhaits de baptême d’Alsace, Strasbourg, Dernières nouvelles de Strasbourg / Istra, coll. « Arts et traditions populaires d’Alsace », 1977, 75 p.
- Alice Bommer, Jean-Louis Gyss, Le vin et l’Alsace., Berger Levrault, 1978 (ISBN 978-2-7013-0172-3)
- Alice Bommer, Françoise Lévy-Coblenz, Les meubles alsaciens, Ouest France, 1980 (ISBN 978-2-85882-276-8)
- Alice Bommer, Raymond Armisen, Le Guide du service à table, Strasbourg, Librairie Istra, 1982, 127 p. (ISBN 978-2219003171)
- Alice Bommer, Joseph Kosher, Les recettes de la table provençale des Côtes du Rhône, Strasbourg, Istra, 1982, 129 p.
- Alice Bommer, Freddy Raphaël, Les recette de la table juive, Strasbourg, Librairie Istra, 1983, 127 p. (ISBN 978-2219003188)
- Alice Bommer, Monica Regas, Strasbourg, photographies d’un port, Strasbourg, Publibook, 2002, 80 p. (ISBN 9782748313291)
- Alice Bommer, Joseph Kosher, Les recettes de la table alsacienne, Paris, Chiron éditeur, 2004, 127 p. (ISBN 978-2702710531)

## Expositions
Liste non exhaustive
- 1948 : Alice Bommer et Jacqueline Rau, Maison d’art alsacienne, Strasbourg[3].
- 2004 : Alice Bommer chez De Dietrich, Chambre de commerce et d’Industrie, Strasbourg.
- 2009 : Lika, Dorette, Hella ... Femmes affichistes en Alsace, Bibliothèque Nationale et Universitaire de Strasbourg[3].
- 2013 : Alice Bommer, Musée historique et industriel de Reichshoffen[10].
- 2015 : Métamorphoses un bâtiment, des collections, Bibliothèque Nationale et Universitaire de Strasbourg.

## Collections
- Fonds de la photothèque de la Documentation française[11].
- Bibliothèque nationale de France[12].
- Collections photographiques de la Fondation de l’Œuvre Notre-Dame[13].

## Distinction
- 1984 : Bretzel d’or[14].